# تقطير تفريغي

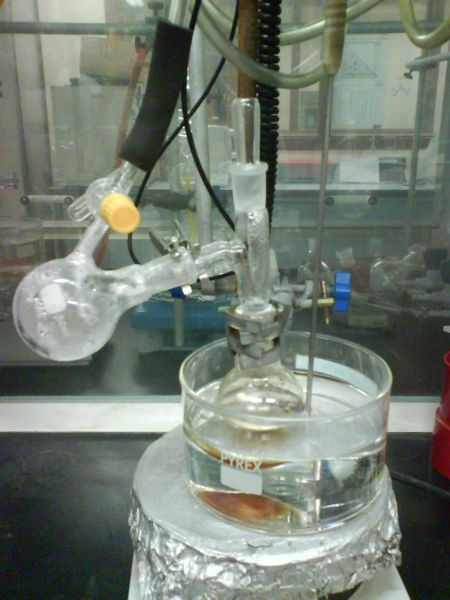
يغلي ديميثيل سالفوكسيد عند درجة 189°C تحت الضغط الجوي. وبعد التفريغ يغلي عند درجة 70°C فقط.

تقطير تفريغي أو تقطير في الخلاء أو التقطير تحت ضغط مخلخل أو التقطير بالتفريغ هو نوع من التقطير يفرغ فيه الهواء الموجود فوق المخلوط السائل في القارورة إلى ضغط يقل عن ضغط البخار مما يسمح بتبخر معظم المكونات الطيارة، وعلى الأخص تبخر المكونات ذات درجة غليان منخفضة. أي أن العملية تتم تحت ضغط أقل من 1 ضغط جوي .
وتستغل طريقة التقطير بالتفريغ ظاهرة أن غليان سائل يحدث عندما يتساوى كل من ضغط البخار للسائل مع الضغط المحيط به . ويستخدم تقطير بالبخار إما برفع درجة حرارة المخلوط أو أيضا بدون الحاجة إلى رفع درجة حرارته.

## استخدامات معملية
مواد تتأثر بالحرارة مثل بيتا كاروتين يجري تقطيرها بنجاح بطريقة التقطير بالبخار لفصل المذيب بدون افساد مادة البيتا كاروتين . كما تنتج تلك الطريقة نفايات أقل بمقارنتها بطريقة التقطير بالبخار . ولذلك تستعمل كثيرا في الصناعة حيث يلزم مبادل حراري للتسخين.

## استخدامات في الصناعة

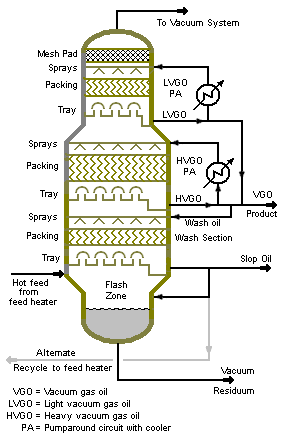
رسم توضيحي لأحد أبراج التقطير بالتفريغ في مصفاة تكرير البترول.

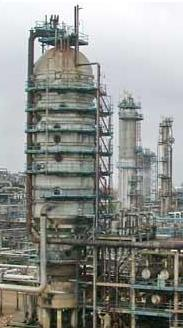
برج للتقطير بالتفريغ في إحدى المصانع الكيماوية.

قد تحتاج المخلوطات ذات درجات غليان قريبة من بعضها إلى عدة مراحل لفصل المكونات عن بعضها . وتشكل طريقة التقطير بالتفريغ إحدى الطرق التي تقلل من عدد المراحل .
وتستخدم صناعة البتروكيماويات أبراجا للتقطير بالتفريغ ( كما يرى في الرسم المجاور) . وهي أبراج قد يصل قطرها 14 متر وارتفاعها 50 متر ، وهي تقوم بتقطير 25.4000 متر مكعب يوميا.

## اقرأ أيضا
- تقطير جزئي
- تقطير النفط
- تقطير إتلافي
- تقطير جاف
- تقطير بالبخار
- معادلة فينسك
- مثلث بركن